# فرانشيسكو بانيا
فرانشيسكو بانيا (بالإيطالية: Francesco Bagnaia) مواليد 14 يناير 1997 في تورينو، هو متسابق دراجات نارية إيطالي.

## روابط خارجية
- فرانشيسكو بانيا على موقع MotoGP.com (الإنجليزية)
- فرانشيسكو بانيا على موقع CONI honoured athlete website (الإيطالية)
- فرانشيسكو بانيا على موقع AS.com (الإسبانية)